# الجحف
الجحف هي قرية في شرق ليبيا تقع في الجنوب الغربي لمدينة بنغازي وتبعد عنها 90 كيلو متر، وتتبع الجحف محلة منطقة السلك إحدى المناطق التابعة لمنطقة سلوق، ويبلغ عدد سكانها حوالي 2000 نسمة حسب تعداد 2010، وتحدها من الشمال الشرقي منطقة السلك ووادي الباب ومن الجنوب منطقة مسوس ومن الغرب منطقة «المدينة» ومنطقة ساونو.